# 赤阪村
赤阪村（あかさかむら）は、大阪府南河内郡にあった村。現在の千早赤阪村の北半にあたる。

## 地理
- 山岳：大和葛城山、中葛城山
- 峠：水越峠
- 河川：水声川、足谷川

## 歴史
- 1889年（明治22年）4月1日 - 町村制の施行により、石川郡森屋村・水分村・二河原辺村・桐山村・川野辺村の区域をもって発足。
- 1896年（明治29年）4月1日 - 所属郡が南河内郡に変更。
- 1956年（昭和31年）9月30日 - 千早村と合併して千早赤阪村が発足。同日赤阪村廃止。

## 名所・旧跡・観光スポット・祭事・催事
- 楠木七城
  - 上赤坂城
  - 下赤坂城
- 建水分神社